# Китайці в Таїланді
Китайці в Таїланді — населення Таїланду китайського походження, частина китайської діаспори. Згідно зі статистичними даними 1987 року, в країні проживало близько 6 мільйонів осіб китайського походження, або 14 % від загального населення Таїланду. В результаті поширеності міжетнічних шлюбів з тайцями протягом кількох століть, досить велика частка населення змішаного китайсько-тайського походження. Велика частина китайців зосереджена в центральних прибережних районах країни, головним чином в Бангкоку, хоча невеликі групи є у всіх регіонах Таїланду.

## Історія і походження
Перші китайські торговці з'явилися на території королівства Аюттая ще в XIII столітті (держава і місто Аюттая з'явилися в 1350-х роках, але китайці на його території вже були). Аюттая постійно перебувала під загрозою бірманської армії, яка одне за одним робила вторгнення, і нарешті пала в 1767 році. Сіамський король Таксин, який звільнив країну від бірманського правління, був сином китайського іммігранта. Таксин активно сприяв китайській торгівлі та міграції. У великій кількості стали мігрувати уродженці Чаочжоу.
Китайське населення Таїланду зросло з 230 тис. у 1825 до 792 тис. осіб у 1910 році. Тим не менш, майже всі ранні мігранти були чоловіками, що вступали в шлюб з тайськими жінками. Дітей від таких міжетнічних шлюбів називали синотайцями або лук-тін (ลูกจีน) тайською мовою. Кількість подібних шлюбів стала скорочуватися лише на початку XX століття зі зростанням імміграції китайських жінок.
За часів династії Цин багато китайців покидали батьківщину у пошуках заробітку і кращого життя. Останні роки XIX були позначені боротьбою Сіаму за незалежність проти колоніальних держав. Китайці того часу займалися відкупом податків, часто застосовуючи при зборі податків жорстокі методи, і брали участь у торгівлі опіумом. Обидва заняття вважалися нікчемними. Крім того, китайські спільноти часто з'ясовували стосунки між собою, що також не сприяло економічному зростанню країни. Таким чином, незважаючи на швидке зростання китайської діаспори, набирали чинності антикитайські настрої.
До 1910 року китайське населення досягло близько 10 % населення країни. Нові мігранти все частіше опиралися асиміляції, прибуваючи цілими сімействами і навчаючи дітей у власній системі шкіл.
За законодавством короля Рами VI китайці повинні були прийняти тайські прізвища. Громада опинилася перед вибором: відмовитися від китайської ідентичності або ж розглядатися як іноземці. У 1930-1950-ті роки, під в період «культурної революції» в Китаї, коли китайське керівництво оголосило всіх китайців, які проживають за кордоном складовою частиною населення КНР, що призвело як до прокитайських виступів, так і до здійснення в державах Південно-Східної Азії спеціальних заходів щодо обмеження економічної та іншої діяльності китайського населення. Китайське населення країни в цей час страждало від дискримінації.
Більше половини китайців Таїланду мають свої витоки зі східних регіонів провінції Гуандун. Інші китайці, головним чином хакка і хайнаньського походження, також вихідці з південного Китаю.

## Мови
Майже всі китайці країни вільно володіють тайською мовою, яка є для них основною робочою мовою і є обов'язковим предметом у всіх школах. Китайські мови поширені при спілкуванні вдома. Найбільш поширеною китайською мовою тут є чаошанське наріччя (56 % китайського населення), 16 % користуються мовою хакка, 11 % хайнаньською, 7 % мовою юе, хоккьен (7 %) та іншими. В останні роки крім південнокитайских мов, набирає популярність стандартна китайська путунхуа.
Китайці, що проживають в південних провінціях країни, населених переважно малайцями, досить сильно асимільовані. Ця група китайців відома в сусідніх Малайзії та Індонезії як перанакан. Ці китайці часто використовують як мову спілкування місцевий діалект малайської, поширені міжетнічні шлюби з малайцями.